# روبرت إتش روي
روبرت إتش روي (بالإنجليزية: Robert H. Roy)‏ هو لاعب اللاكروس ومهندس أمريكي، ولد في 21 نوفمبر 1906، وتوفي في 8 أكتوبر 2000.

## وصلات خارجية
- روبرت إتش روي على موقع أوليمبيديا (الإنجليزية)